# Circuit Ciutat Diagonal
El Circuit Ciutat Diagonal fou un circuit permanent de motocròs a l'actual barri de Finestrelles d'Esplugues de Llobregat, Baix Llobregat, actiu entre 1968 i 1991. Va ser seu durant anys d'esdeveniments de renom organitzats pel Moto Club Esplugues, com ara el Motocròs Internacional d'Esplugues o el Motocròs "¡Qué grande es ser joven!" (patrocinat per El Corte Inglés durant la dècada de 1970), l'equipament es coneixia també com a Circuit de Finestrelles i fou altament elogiat durant la seva història. Va ser considerat un dels més tècnics del Campionat d'Espanya de motocròs.
El circuit hagué de suspendre les activitats a començament de la dècada de 1990, quan els terrenys on s'assentava entraren en fase d'urbanització un cop aprovat el projecte urbanístic «Porta Barcelona» (conegut popularment com a «Pla CAUFEC»). Actualment, gran part del solar és un aparcament provisional i la resta de la parcel·la ha estat edificada o bé asfaltada. Pel mig de l'antic traçat hi passen ara els nous carrers Josep Anguera i Sala (sentit sud-nord) i Joan de la Cierva, així com un ramal del carrer Casal de Sant Jordi que ocupa l'antic camí de Finestrelles.

## Situació
El Circuit Ciutat Diagonal era en una zona inicialment allunyada del centre urbà d'Esplugues i a tocar del terme municipal de Barcelona, en uns paratges poc habitats del barri de Finestrelles a mig camí entre la urbanització «Ciutat Diagonal» (d'on prenia el nom) i l'Hospital Sant Joan de Déu.
Era a l'espai actualment delimitat pels següents carrers, molts encara en fase de projecte (sense asfaltar i inconnexos) durant els primers anys d'existència del circuit:
- Al nord, el carrer de Joan Miró i l'escola Isabel de Villena.
- A l'oest, l'actual avinguda de Jacint Esteva Fontanet, en aquella època una simple carretera que menava a la urbanització Ciutat Diagonal.
- A l'est, el carrer Casal de Sant Jordi i el conegut restaurant Tres Molinos. Ben a prop, en direcció nord-est, hi ha el complex de l'Hospital Sant Joan de Déu.
- Al sud, l'antiga carretera d'Esplugues, actualment anomenada avinguda dels Països Catalans. Immediatament al sud d'aquesta hi ha l'autopista AP-2 en direcció a Martorell, tot just al seu primer tram en abandonar la Diagonal de Barcelona (tram conegut actualment com a B-23).

A la seva època, el circuit era ben visible per a qui eixia de Barcelona en direcció sud: tot just darrere del restaurant Tres Molinos i en faç del llarg viaducte de la B-23 en direcció a Martorell, a mà dreta, mirant cap a la falda de Sant Pere Màrtir, se n'apreciava perfectament el traçat.

### El barri de Finestrelles

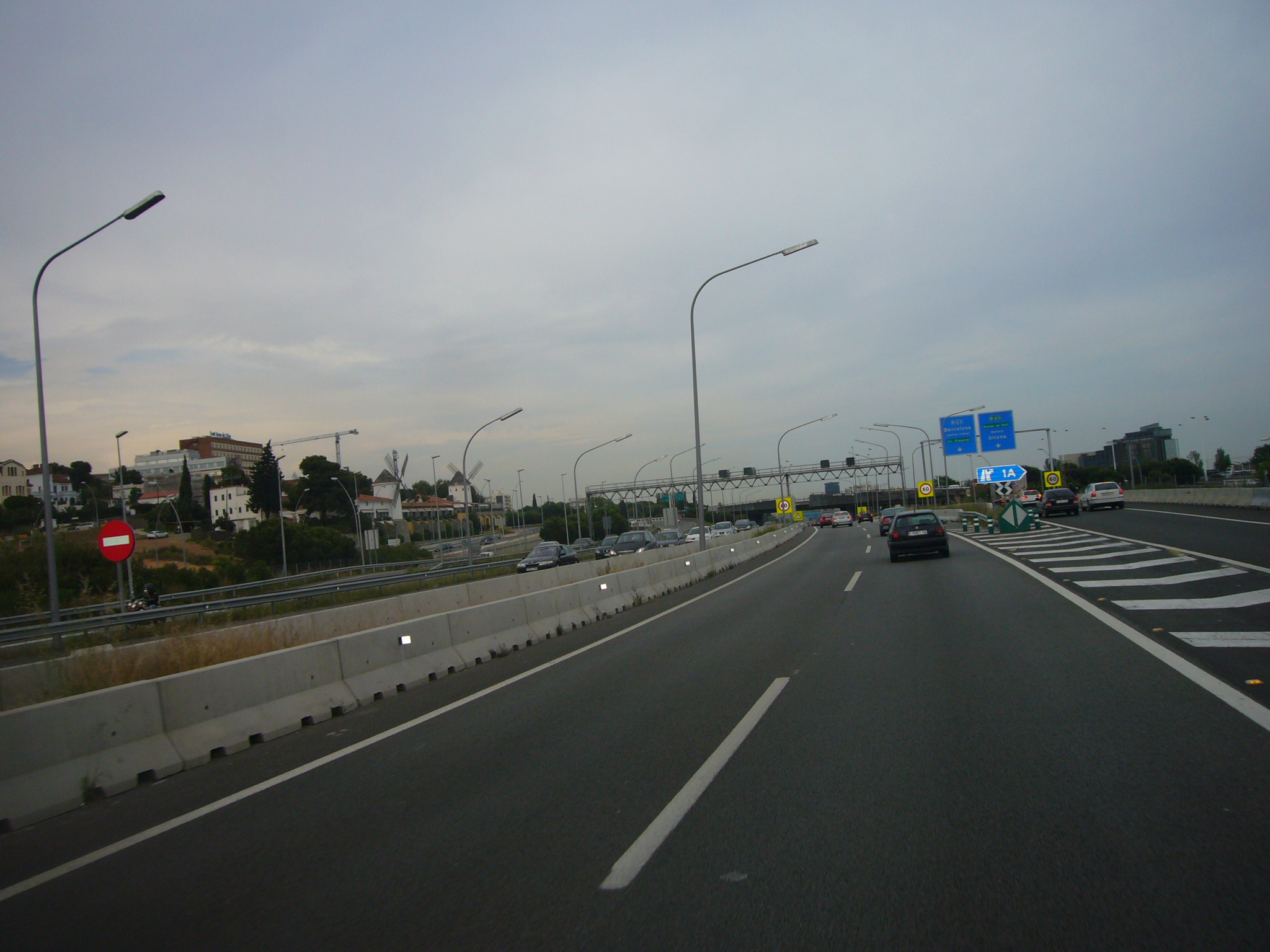
La B-23 en entrar a Barcelona. Mirant cap al Puig d'Ossa des d'on hi ha el senyal de direcció prohibida (a mà esquerra), es veia antigament el Circuit Ciutat Diagonal

Amb una extensió de 408.935 m² i 793 habitants a data de 2014, el barri de Finestrelles nasqué el 1923 amb la construcció d'unes dues-centes casetes en terrenys de l'antic coll de Finestrelles. Fou concebut com a nucli d'estiueig petit-burgès per a obrers i menestrals de Sarrià - Sant Gervasi, antic municipi amb el terme del qual limita. La divisió entre Esplugues i Sarrià és el Coll de Finestrelles (antic camí de Pedralbes), just darrere un antic dipòsit d'aigües de la companyia Agbar.
El barri s'estén entre el Torrent del Neguit, a llevant, i el Torrent de la Moneta, a ponent (més exactament, està delimitat pel barri de Ciutat Diagonal i el Puig d'Ossa, pel terme municipal de Barcelona i per la B-23). Finestrelles ha viscut darrerament transformacions importants: cap al 2010 se soterraren les línies d'alta i mitjana tensió que baixaven de Sant Pere Màrtir, un cop desmuntades set altes torres elèctriques a la zona de Can Rigal que causaven un fort impacte visual. Això permeté d'iniciar un projecte urbanístic anomenat Porta Barcelona que preveia millores en la xarxa viària i increment de zones verdes, a més de l'execució d'habitatges de promoció municipal i la reordenació de la zona compresa entre les avingudes de Jacint Esteva i Traginers.

### El Barri de Ciutat Diagonal
Amb una extensió de 484.831 m² i 905 habitants a data de 2014, Ciutat Diagonal va néixer cap a la dècada de 1940 com a urbanització, concebut com una ciutat jardí, en una antiga propietat de Picalqués. Anomenada a l'època Urbanización Ciudad Diagonal, fou inaugurada el 22 de juliol de 1948 i s'estenia des de l'aleshores Raval d'Esplugues fins al cim de la muntanya de la Torre (també anomenada turó del Temple). Aquest projecte comportà la desaparició de les vinyes més importants del terme municipal. El barri està delimitat actualment per la B-23, Sant Pere Màrtir i els barris de La Mallola, La Miranda i Finestrelles.

## Característiques

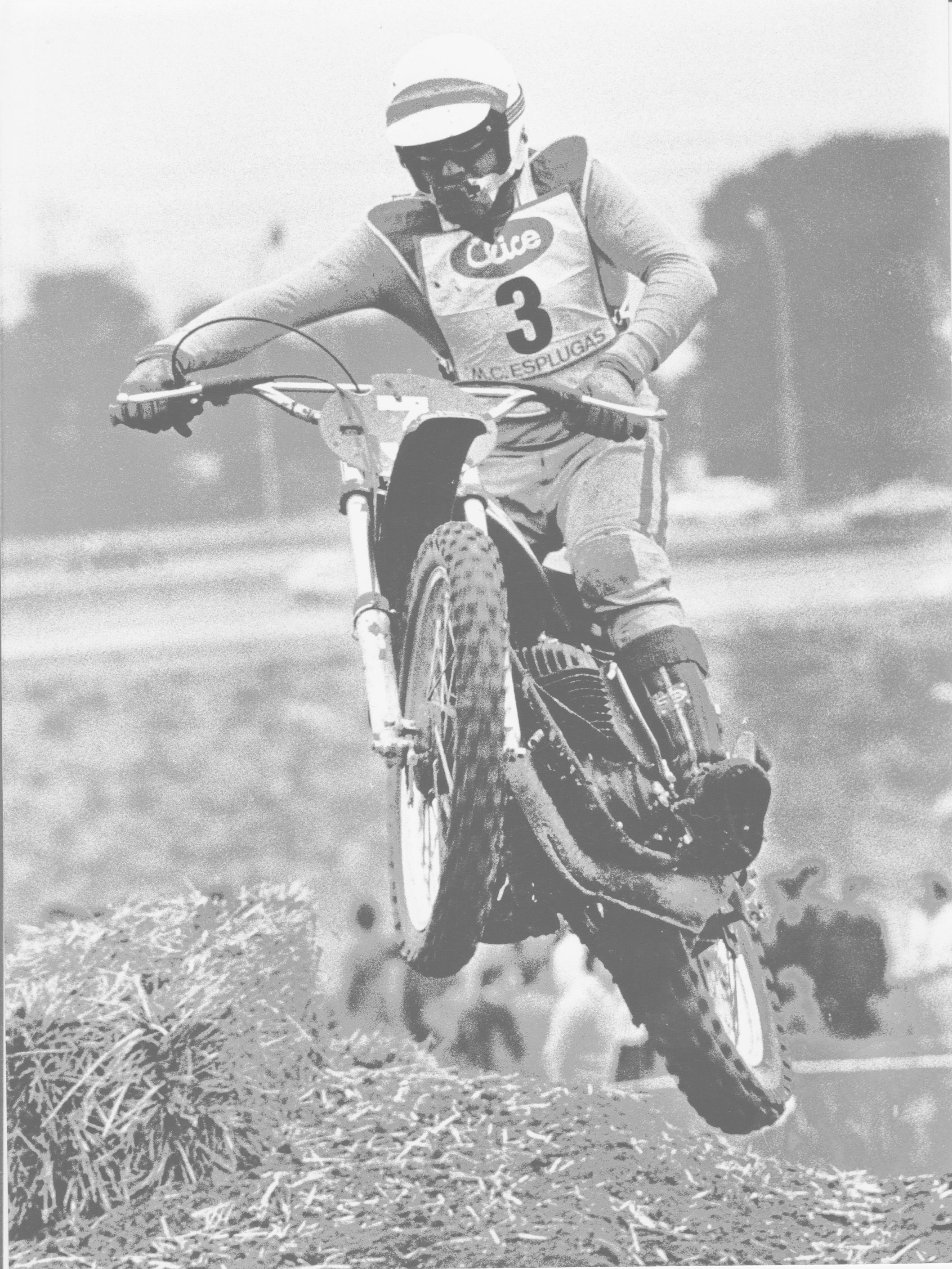
Domingo Gris al circuit, durant el Motocròs d'Esplugues de 1974

El circuit feia inicialment uns 1.530 metres, ampliats fins als 1.800 el 1971 i fins als 2.000 el 1972. El 1980 s'hi va afegir una nova zona de sorra, inspirada en els circuits de motocròs de Bèlgica, aleshores el país de referència dins aquest esport. Gran part del traçat, delimitat per estaques i bales de palla, discorria pel vessant de Sant Pere Màrtir i, per tant, el públic gaudia d'una visibilitat gairebé completa del recorregut allà on fos.
El circuit es recorria en sentit invers al de les busques del rellotge. La recta de sortida era perpendicular a la B-23 i començava immediatament passat l'antic camí de Finestrelles (actualment, ramal del carrer Casal de Sant Jordi) en sentit nord, anant guanyant altitud a mesura que pujava fins a l'alçada de l'escola Isabel de Villena. Prop de l'escola hi havia un revolt d'esquerres i el circuit iniciava el descens cap a la B-23, amb uns quants canvis de sentit cap amunt i cap avall, tot baixant paral·lel a l'actual avinguda de Jacint Esteva Fontanet. En arribant a l'antiga carretera d'Esplugues (actual avinguda dels Països Catalans), el circuit hi discorria en paral·lel fins que, prop del restaurant Tres Molinos, tornava a encarar cap a muntanya per anar a retrobar la recta de sortida. El traçat era sinuós, amb nombrosos revolts i salts tant de pujada com de baixada, tot i que disposava també de diversos trams rectes on s'assolien velocitats considerables.
Una de les característiques destacades del circuit era el seu entorn urbà. A diferència d'altres equipaments similars, situats en zones forestals, descampats o indrets apartats, el Ciutat Diagonal era un circuit envoltat de paisatge urbanitzat. Als reportatges de l'època és habitual veure-hi imatges de pilots saltant amb el gran viaducte de la B-23 al darrere, o encarant el Puig d'Ossa envoltats de les grans torres elèctriques que hi havia aleshores. Els espectadors que seguien la cursa podien veure ben a prop l'Hospital Sant Joan de Déu i els edificis alts del final de la Diagonal de Barcelona.

### Equipaments i serveis
L'accés al circuit per als pilots, convidats i premsa s'habilitava a l'actual carrer Casal de Sant Jordi en sentit nord, just al costat del restaurant Tres Molinos. La zona de premsa, l'aparcament oficial per als convidats i els boxes per als pilots s'habilitaven a la dreta de la recta de sortida, per sobre del camí de Finestrelles.
Al voltant i a l'interior del circuit, en punts estratègics, se situaven els serveis mèdics, amb diverses ambulàncies, dispensari i membres de la Creu Roja, així com dotacions de bombers i policia.

## Història

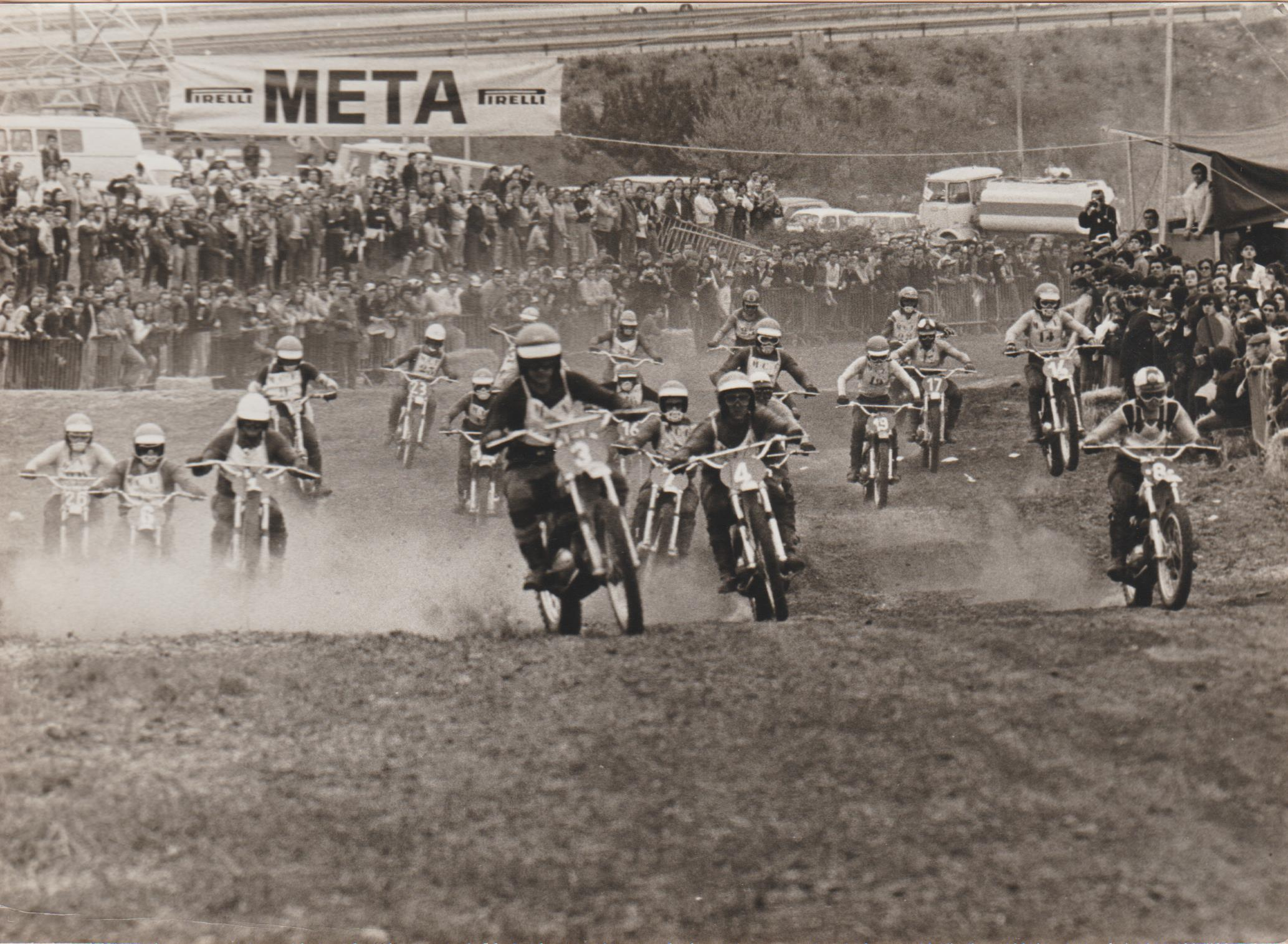
Sortida del Motocròs d'Esplugues de 1972

La primera cursa oficial disputada al Circuit Ciutat Diagonal fou el V Motocròs d'Esplugues, organitzat el 10 de març de 1968 pel Moto Club Esplugues. Les quatre edicions anteriors d'aquesta competició s'havien disputat en un circuit provisional habilitat per a l'ocasió al Torrent del Salt del Pi (al costat del camp de futbol d'Esplugues), però arribats al 1968 el Moto Club decidí canviar aquell emplaçament per un de més definitiu, que resultà ser el Ciutat Diagonal. L'èxit de la iniciativa fou tal que el Motocròs d'Esplugues es repetí en aquest circuit ininterrompudament fins al 1991.
D'altra banda, com que era el circuit permanent d'Esplugues, durant anys el Ciutat Diagonal fou una mena de pista de proves de Montesa. La proximitat a aquesta fàbrica feia que l'empresa hi provés les millores tècniques de les seves Cappra.

### Principals esdeveniments organitzats
| Esdeveniment                         | Organitzador        | Data usual | De   | A    | Edicions |
| ------------------------------------ | ------------------- | ---------- | ---- | ---- | -------- |
| Motocròs d'Esplugues                 | Moto Club Esplugues | Al març    | 1968 | 1991 | 24       |
| Trofeu Montesa (eliminatòries)       | Moto Club Esplugues | Al març    | 1979 | 1981 | 3        |
| Motocròs "¡Qué grande es ser joven!" | Moto Club Esplugues | Al juny    | 1974 | 1978 | 5        |

## Pla CAUFEC

### Projecte inicial
Pels volts de 1990, la Generalitat de Catalunya i l'Ajuntament d'Esplugues de Llobregat arribaren a un acord amb l'aliança d'empreses CAUVAL i FECSA (CAUFEC) pel qual es modificaven les directrius del Pla General Metropolità (PGM) de 1976 que afectava el desaparegut Camping Barcino i al circuit Ciutat Diagonal, situats tots dos en terrenys pertanyents a FECSA des que l'empresa els havia expropiats per a la instal·lació de torres d'alta tensió. Amb el nou pla es projectava substituir les torres per una línia soterrada i s'acordava amb CAUFEC de construir-hi habitatges i un gran centre comercial. Com a resultat d'una resolució del Tribunal Europeu se signà una clàusula per la qual si CAUFEC es retirava del projecte hauria de rebre 84 milions d'euros per part de la Generalitat.
Anomenat «Porta Barcelona», el projecte preveia urbanitzar 40 hectàrees de terreny entre els barris de Finestrelles i el de Can Vidalet, amb la construcció de 709 habitatges (amb una zona residencial de vora de 250 d'unifamiliars), diversos equipaments, parcs, zones verdes, oficines, un hotel i una gran àrea comercial. L'operació requeria una inversió propera als 50.000 milions de pts de l'època (300,5 milions d'euros al canvi) i implicava el desballestament de vint torres d'alta tensió que anaven des de la muntanya de Sant Pere Màrtir fins al barri de Collblanc, actuació que costaria a FECSA 6.500 milions de pessetes.
En total, es pretenia ocupar una superfície de 234.800 m² de sostre edificable en dos àmbits territorials, separats per l'AP-2:
- A la zona nord, de 30 hectàrees, s'hi proposaven zones verdes, equipaments comunitaris i desenvolupament residencial amb habitatges unifamiliars. S'hi preveia també sòl per a serveis i oficines i la construcció d'una gran àrea comercial. Les obres afectarien directament al circuit Ciutat Diagonal, que desapareixeria amb la nova urbanització.
- A la zona sud, de 10 hectàrees, s'hi pretenia destinar el sòl al sector terciari, equipaments i zona verda.

### Execució
El juny de 1991 es presentà el Pla CAUFEC a l'Ajuntament d'Esplugues, el qual l'aprova provisionalment el novembre de 1992. El 17 febrer de 1993 s'anuncià que la Comissió d'Urbanisme de Barcelona havia emès un informe desfavorable al projecte i rebutjava la modificació del PGM proposat per l'Ajuntament d'Esplugues. L'informe indicava que l'objectiu de la petició era modificar la classificació del sòl i la qualificació dels terrenys per a incrementar-ne l'aprofitament privat tot suprimint zones destinades a parcs i jardins. Des d'aleshores i fins al 2001 començà un estira-i-arronsa entre l'Ajuntament d'Esplugues, la Generalitat de Catalunya i CAUFEC amb informes desfavorables, favorables, suspensions i aprovacions fins que la Generalitat l'aprovà definitivament el 6 de març de 2001. Un cop aprovat, Endesa, propietària de CAUFEC, vengué el 40% d'aquesta societat a la immobiliària Sacresa per 38 milions d'euros.
D'ençà del 2001 els esdeveniments es precipitaren. El febrer del 2005 s'enderrocà la masia de Can Cases i s'asfaltà l'aparcament del circuit Ciutat Diagonal. El juny del 2008 s'iniciaren les obres de pisos i oficines. Cap al juny del 2010 la zona de Finestrelles ja estava urbanitzada i la línia d'alta tensió soterrada, alhora que els pisos estaven en construcció.

### Repercussió
El Pla CAUFEC fou un projecte titllat pels opositors de «molt agressiu i especulatiu» i aixecà una gran resposta popular. El mateix juny de 1991, la coordinadora d'Associacions de Veïns d'Esplugues de Llobregat interposà el primer contenciós administratiu davant el TSJC. Des d'aleshores i fins al 2009 es començaren les accions de protesta i oposició al pla urbanístic, que comportaren diverses detencions, multes i processaments per a diversos activistes.